# إيغور تشوغاينوف
إيغور تشوغاينوف (الروسية: Игорь Валерьевич Чугайнов) (مواليد 6 أبريل 1970) هو لاعب كرة قدم. يلعب مع منتخب روسيا لكرة القدم. سبق له أن لعب في كأس العالم لكرة القدم مع منتخب بلاده.

## مسيرته الكروية
لعب إيغور تشوغاينوف خلال مسيرته الاحترافية مع 3 أندية في سبعة عشر موسمًا وسجل خلالها 43 هدفًا ضمن 386 مباراة. حيث فاز في ستة مواسم بالكأس ولم يفز بأي دوري.
خاض إيغور تشوغاينوف مسيرته مع نادي توربيدو موسكو في موسم 1986 في المرة الأولى ليلعب معه أربعة مواسم ثم في موسم 1991 واستمر معه طيلة ثلاثة مواسم، مشاركًا طوالها في 89 مباراة سجل خلالها 15 هدفًا. ثم انتقل إلى نادي لوكوموتيف موسكو ما بين عامي 1990 و1991 في المرة الأولى لمدة موسم واحد ثم في موسم 1994 ليلعب معه ثمانية مواسم، حيث شارك طوالها في 270 مباراة سجل خلالها 26 هدفًا. لينتقل بعدها إلى نادي أورالان إليستا ما بين عامي 2002 و2003 لمدة موسم واحد، مشاركًا في 27 مباراة سجل خلالها هدفين.

## روابط خارجية
- إيغور تشوغاينوف على موقع الاتحاد الدولي (مؤرشف)  (الإنجليزية)
- إيغور تشوغاينوف على موقع قاعدة بيانات كرة القدم.إي يو (الإنجليزية)
- إيغور تشوغاينوف على موقع ناشيونال فوتبول تيمز (الإنجليزية)
- إيغور تشوغاينوف على موقع عالم كرة القدم.نت (الإنجليزية)